# Mainz-Oberstadt
Oberstadt ist ein Ortsbezirk der rheinland-pfälzischen Landeshauptstadt Mainz.
Er umfasst im Wesentlichen die Teile von Mainz, die nach der ersten nordwestlichen Stadterweiterung der 1870er-Jahre nun im Süden und Südwesten der (damaligen) Stadt zu Beginn des 20. Jahrhunderts erbaut wurden. Das so entstandene neue Wohngebiet hat einen völlig anderen Charakter als die Neustadt: In Mainz-Oberstadt dominieren aufgelockerte, von Grün durchzogene Siedlungen. Im Zweiten Weltkrieg erlitt dieser Bereich deutlich weniger Zerstörungen als Alt- und Neustadt, so dass überall Bauten der ersten Hälfte des 20. Jahrhunderts gefunden werden können. Der Ortsbezirk als Verwaltungseinheit entstand erst 1989 durch die Aufteilung des ehemaligen Bezirks Innenstadt in Oberstadt, Neustadt, Altstadt und Hartenberg-Münchfeld. Mit rund 23.000 Einwohnern ist die Oberstadt der drittgrößte Mainzer Stadtteil nach der Neustadt und Gonsenheim.

## Lage und Umfang
Ein großer Teil der Oberstadt entstand auf dem Gebiet von Festungsanlagen, die Anfang des 20. Jahrhunderts geschleift wurden, worauf auch der Mainzer Grüngürtel entstand; das Planungskonzept für die Süderweiterung von Mainz wurde 1908 von Friedrich Pützer vorgelegt.

### Nachbarstadtteile
Folgende Mainzer Stadtteile grenzen im Uhrzeigersinn an die Oberstadt:
im Norden Mainz-Neustadt und Mainz-Altstadt, im Südosten Mainz-Weisenau, im Süden Mainz-Hechtsheim, im Südwesten Mainz-Bretzenheim und im Nordwesten Mainz-Hartenberg-Münchfeld.

### Grenzverlauf

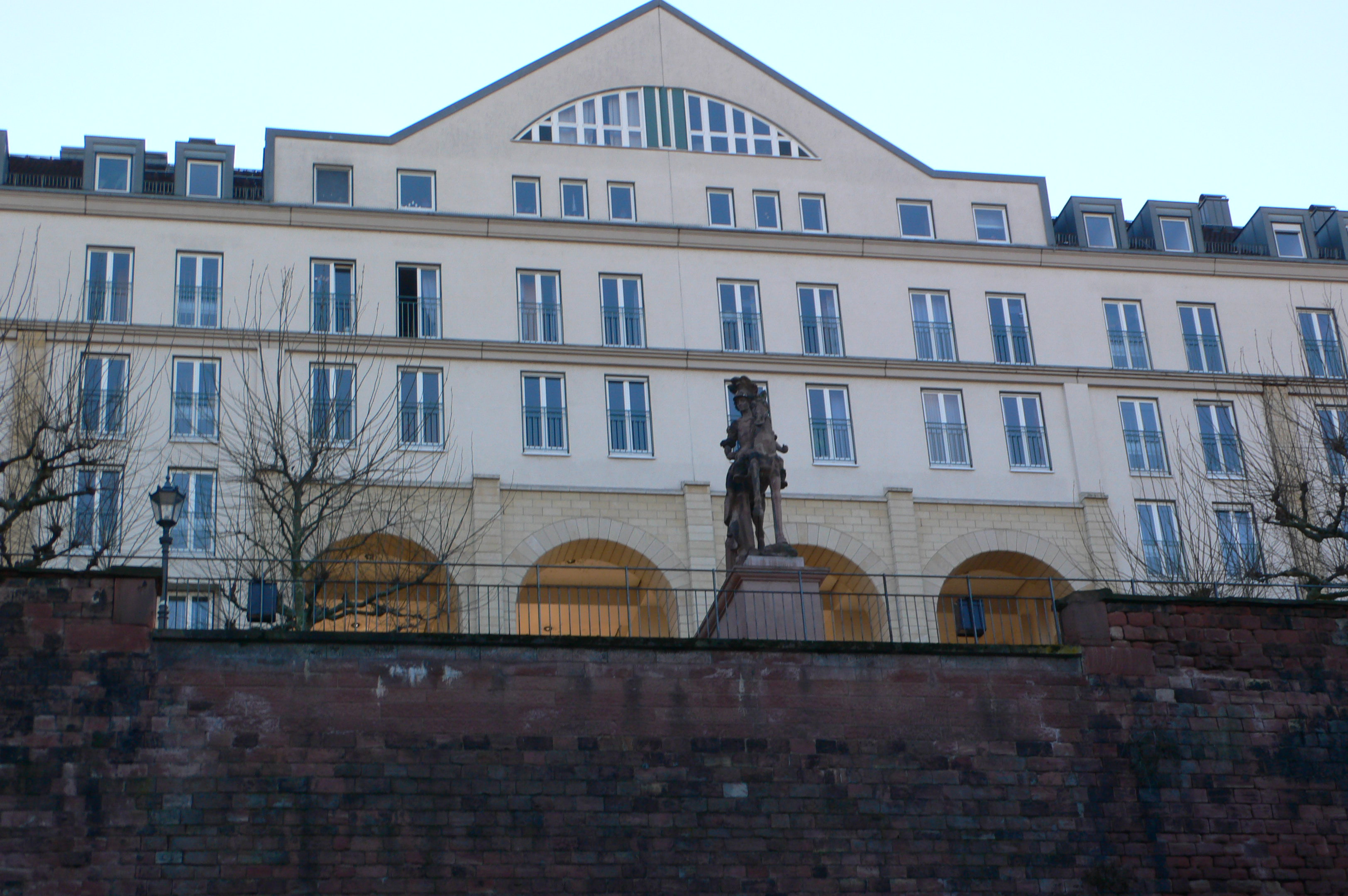
Blick nach oben zum Kästrich

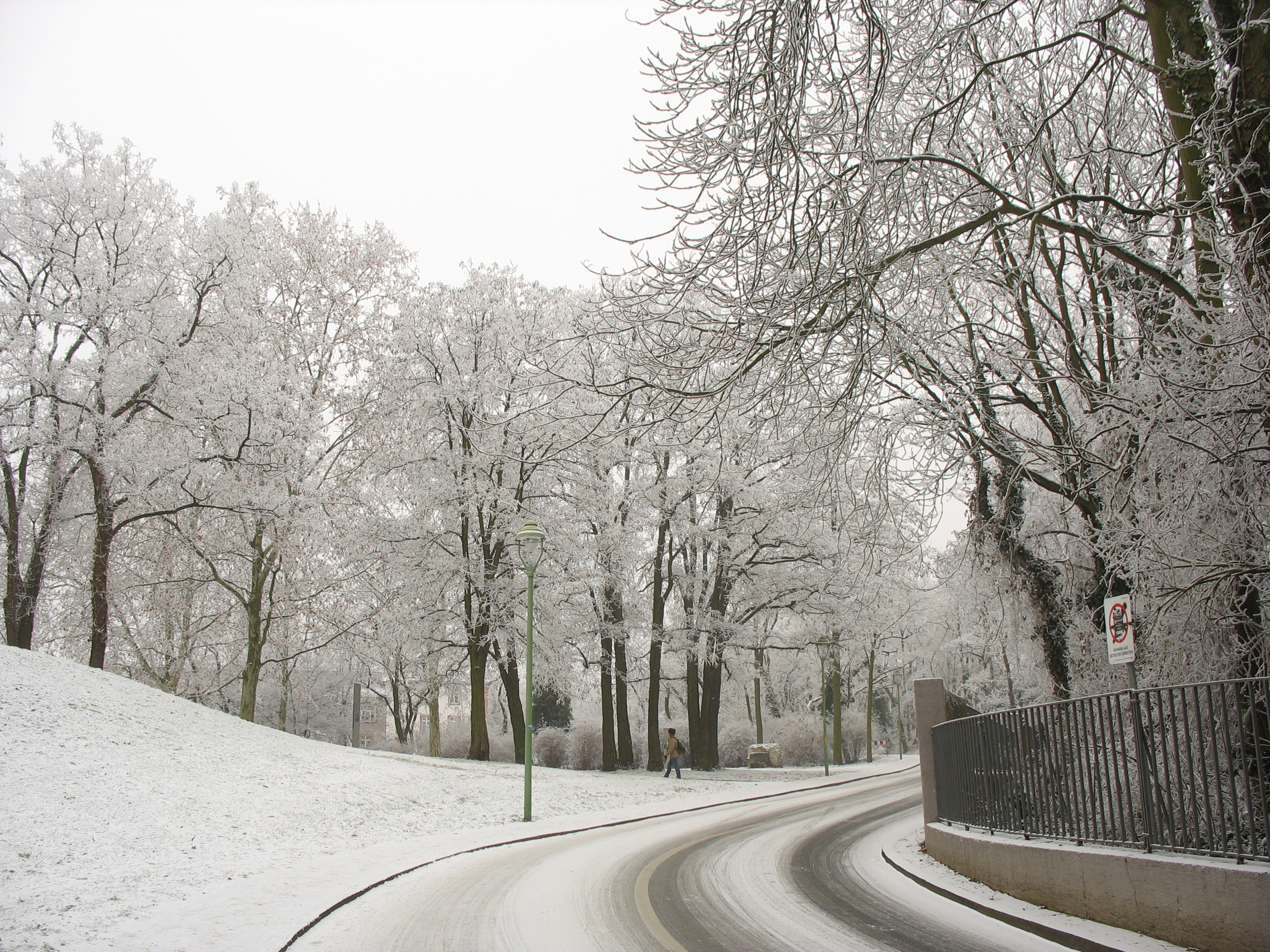
Am 87er Denkmal

Der nördlichste Punkt der Oberstadt ist auf dem Alicenplatz, wo die Neustadt von Nordwesten, die Altstadt von Osten und die Oberstadt von Süden her aufeinandertreffen. Die Alicenstraße geht es bergauf nach Südsüdost in Richtung Kästrich; im Westen sieht man auf die Einfahrt in die beiden Mainzer Eisenbahntunnel. Im Osten befindet sich die Altstadt. Die Grenze führt am Hang zwischen Kupferbergterrasse und Terrassenstraße, und in der Verlängerung zwischen Mathildenstraße (beidseits Oberstadt) und Breidenbacherstraße (beidseits Altstadt) um den Kästrich herum bis zum Gautor, dort knickt sie in östliche Richtung ab und führt über den Eisgrubweg in Richtung Zitadelle und Römisches Theater. Nördlich des Eisgrubwegs befindet sich in der Altstadt die Stephanskirche. Ab dem Römischen Theater folgt die Grenze der Eisenbahnlinie Mainz-Worms südöstlich bis zur Grenze von Mainz-Weisenau, dem östlichsten Punkt der Oberstadt.

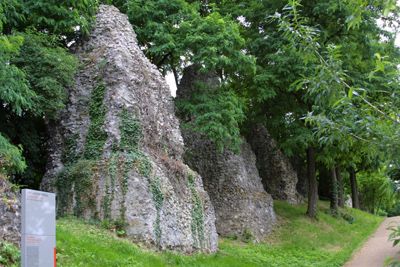
Überreste einer ehemaligen römischen Wasserleitung

Vom Ostrand des Volksparks entlang verläuft die Grenze zwischen Oberstadt und Weisenau westsüdwestlich bis zur Hechtsheimer Straße, vorbei am Theresianum und dem ehemaligen IBM-Gelände. Ab dort grenzt die Oberstadt südlich an Mainz-Hechtsheim, der Grenzverlauf führt in westliche Richtung entlang der Akademie der Wissenschaften und der Literatur und der Kurmainz-Kaserne. Von der Kurmainz-Kaserne aus führt die Grenze in nordöstliche Richtung den Dampfbahnweg (einem Feldweg, dessen Name an die bis in die 1920er Jahre hier verlaufende lokale Mainzer Dampfbahn erinnert) entlang, links davon fließt der bereits zu Bretzenheim gehörende Wildgraben. Vorbei an den Hochhäusern der Berliner Siedlung knickt die Grenze nach Nordwesten ab und verläuft auf dem Schaftriebweg (rechts blickt man hoch zum Rodelberg). Südwestlich des Pariser Tors überquert die Grenze die Pariser Straße. Auf der anderen Seite verläuft die Grenze (weiter auf dem Schaftriebweg) wieder in (allerdings nur auf der Oberstadtseite) bebautes Gelände am Südwestrand des Schlesischen Viertels entlang. Sie überquert nach Süden den Wildgraben und folgt ihm ein Stück nach Westen. Der Wildgraben knickt nach Norden in die Kanalisation, die Grenze dagegen nach Süden zur Straße „Am Wildgraben“ hin. Auf dem Gebiet des ehemaligen Zahlbach folgt die Grenze in westnordwestlicher Richtung, südlich des Hauptfriedhofs und des Universitätsgeländes (Sportinstitut und Botanischer Garten) bis zur Koblenzer Straße. Auf diesem Gebiet befindet sich die ehemalige römische Wasserleitung. Der Koblenzer Straße folgt der Grenzverlauf nach Norden bis zur Saarstraße, die, nach Osten stadteinwärts führend, die Oberstadt von Hartenberg-Münchfeld trennt. Die Saarstraße hinab verläuft die Grenze den Hauptfriedhof entlang bis zur Agentur für Arbeit, und über die Binger Straße und die Alicenbrücke nach Nordosten zurück zum Alicenplatz.

### Viertel der Oberstadt
Der Westen der Oberstadt wird von der Universität gebildet.

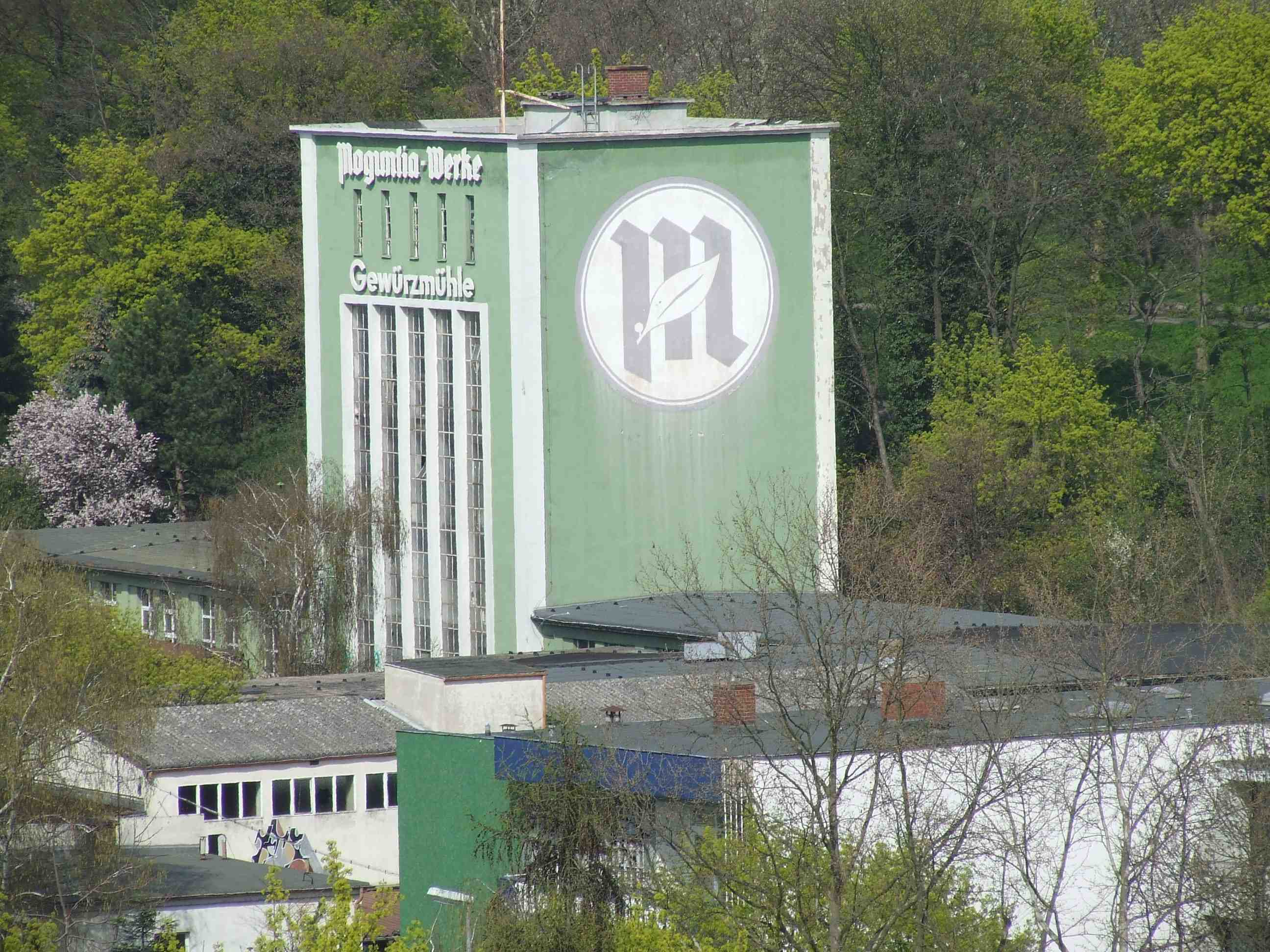
Ehemalige Gewürzmühle im Zahlbachtal

Der Streifen östlich davon bildet den linken Abhang des Zaybachtales mit dem Hauptfriedhof im Norden, dem Jüdischen Friedhof an dessen Südrand, und südlich davon das ehemals „Attach“ (aus „Aquädukt“) genannte Gebiet um die Römersteine (mit den Gebäuden des ehemaligen Hildegardis-Krankenhauses in der Mitte). Dieser Teil des Zaybachtales mit seinen steilen Hängen bildet den nördlichen Teil des ehemaligen Vorortes Zahlbach (eingemeindet 1804).
Der rechte Hang des Zaybachtales steigt zum ehemaligen römischen Legionslager auf. Im Norden davon liegt das im Zuge der Festungserweiterung entstandene wohlsituierte Wohngebiet am Linsenberg (wo auch die ersten Siedlungsspuren der Altsteinzeit gefunden wurden); südlich schließt sich die Universitätsklinik an; im Süden davon wiederum befindet sich das Schlesische Viertel, das 1933/34 als „Frontkämpfersiedlung“ errichtet und nach dem Zweiten Weltkrieg erweitert wurde, um den Professoren und Bediensteten der neu errichteten Universität Wohnraum zu bieten.

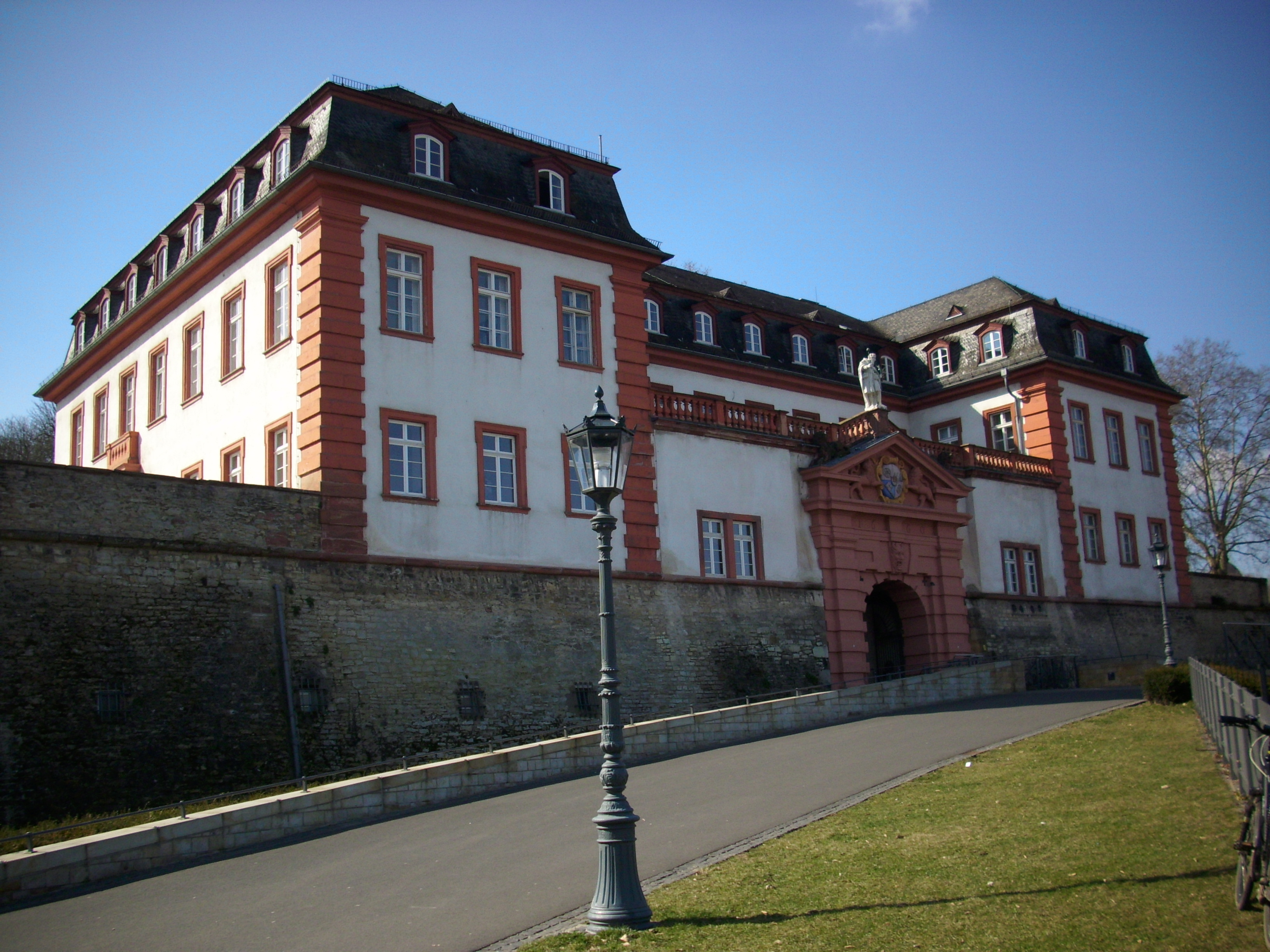
Der Kommandantenbau der Zitadelle, eines der vielen Beispiele für Mainzer Barockarchitektur

Vom Linsenberg bis zur Zitadelle durchzieht der Römerwall/Drususwall die Oberstadt von West nach Ost. Nördlich davon ist der Kästrich, der im Süden vom Pulverturm und Gautor abgeschlossen wird. Hier ist die Spitze der sich nach Südwesten hin auffällig fächerartig ausbreitenden Siedlung am Fichteplatz. Diese wurde als großes Wohnungsbauprojekt nach dem Ersten Weltkrieg mit 1000 Wohneinheiten angelegt. Pläne von Friedrich Pützer lagen dazu schon aus der Zeit vor dem Ersten Weltkrieg vor; die Planungsverantwortung hatte Stadtbaurat Fritz Luft. Die einzelnen Gebäude wurden von verschiedenen Architekten meist im Geist der Neuen Sachlichkeit errichtet. Südlich davon findet man das Gutenberg-Gymnasium und den Mainzer Turnverein von 1817 (den zweitältesten Sportverein Deutschlands), und schließlich den Rodelberg, ein aus dem Aushub der Aufschlitzung des Eisenbahntunnels 1932–1934 aufgeschütteter künstlicher (heute besiedelter) Berg.
Das durch die Aufschlitzung des Eisenbahntunnels entstandene Tal mit der Eisenbahnverbindung vom Hauptbahnhof zum Bahnhof Mainz Römisches Theater findet sich östlich vom Gautor am Nordrand des Stadtteils. Südlich davon, auf der anderen Seite des Drususwalls, liegt die Siedlung am Fort Elisabeth. Die Siedlung wurde zwischen 1954 und 1958 errichtet und ist ein charakteristisches (und als überzeugend angesehenes) Beispiel für die damals moderne Stadtarchitektur. In aufgelockerter Anordnung finden sich zwei Sternhäuser, zwei Scheibenhäuser und ein Laubenganghaus, anspruchsvolle Haustypen der damaligen Zeit, sowie das trapezförmige ehemalige Verwaltungsgebäude der Westbauträger GmbH.
Vor dem Hintergrund des als eher konzeptlos beschriebenen Wiederaufbaus von Mainz nach der Zerstörung im Zweiten Weltkrieg wird diese Siedlung noch heute immer wieder als gelungenes Architekturprojekt der Zeit herausgestellt. Ein ursprünglicher Entwurf hatte die Wiederaufbauplanung von Marcel Lods in abgewandelter Form aufgriffen. Er wurde aber nicht realisiert, und die entstandene Siedlung ist von diesem Ansatz weit entfernt.
Östlich der Siedlung liegt das Vincenz- und Elisabeth-Krankenhaus des Marienhaus Klinikums Mainz, nach Süden dann Biontech auf dem Gelände der Generalfeldzeugmeister-Kaserne, und der Rodelberg. Östlich neben der Kaserne ist die Friedrich Ebert-Siedlung, die von 1928 bis 1930 unter anderem auf Initiative des späteren Oberbürgermeisters Franz Stein begründet wurde.
Im Süden am Rodelberg liegt die Berliner Siedlung, die Anfang der 1960er Jahre auf von der damals noch selbständigen Gemeinde Hechtsheim ausgemarktem Gelände im Rahmen der Stadtplanungen von Ernst May entstand und ihren Namen anlässlich des damaligen Mauerbaus in Berlin erhalten hatte.

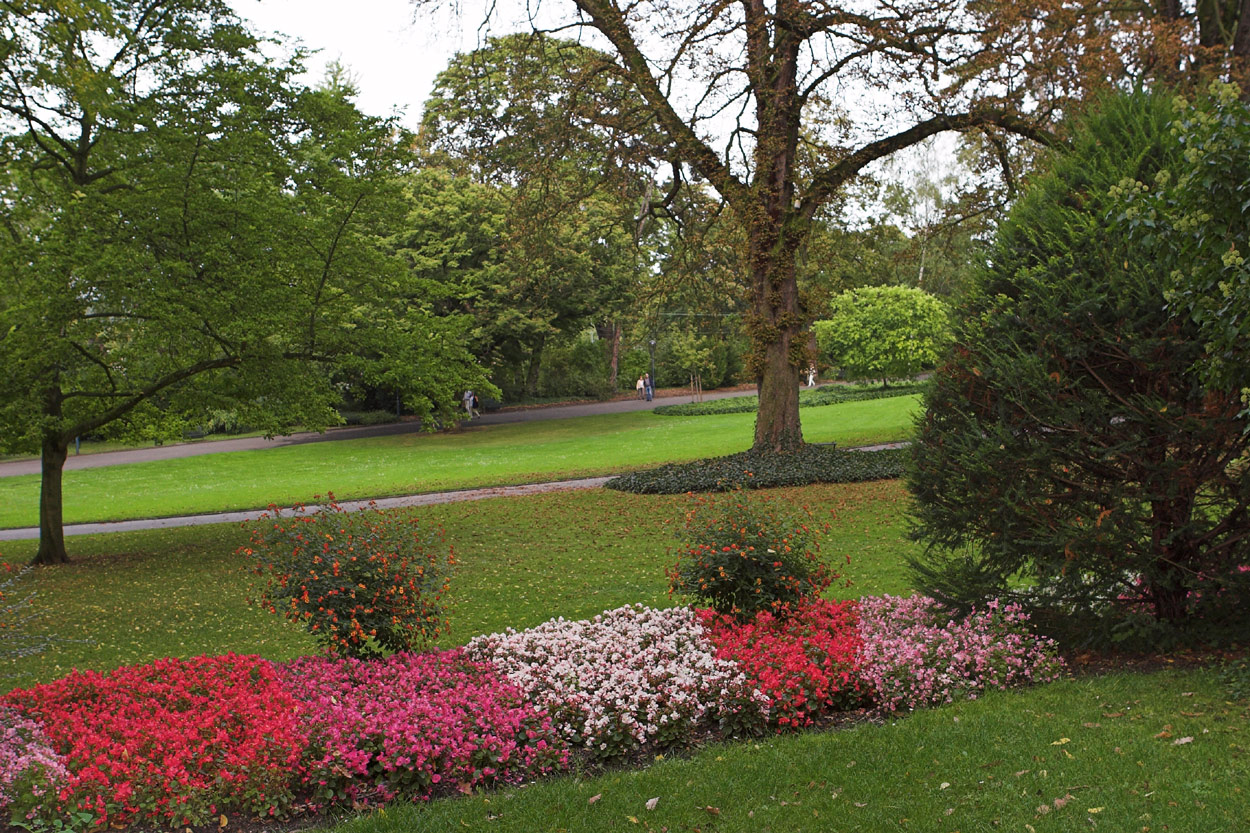
Stadtpark

Wieder im Norden bietet die Zitadelle eine gute Aussicht auf die Mainzer Altstadt. Südlich davon setzt sich der Grüngürtel fort (zu dem auch das Gebiet am Linsenberg und der Römer/Drususwall zählen), der am Südrand des Stadtteils von einem Kleingartengelände abgeschlossen wird. Östlich der Zitadelle ist der Stadtpark auf dem Gelände der ehemaligen Favorite, das ebenfalls, wie das südlich davon gelegene Siedlungsgebiet (mit der von 1923 bis 1933 vom katholischen Ketteler-Bauverein angelegten Ketteler-Siedlung) und der südöstlich der Favorite liegende Volkspark, zum Grüngürtel gerechnet wird.

## Bauwerke, Plätze und sonstige Sehenswürdigkeiten der Oberstadt
- Römisches Theater (Ausgrabungen)
- Römisches Stadttor
- Moguntia
- Stiftung Lesen
- Sektkellerei Kupferberg
- Römersteine
- Villa Musica auf der Bastei
- Drususstein
- Stadtpark
- Am Klostergarten

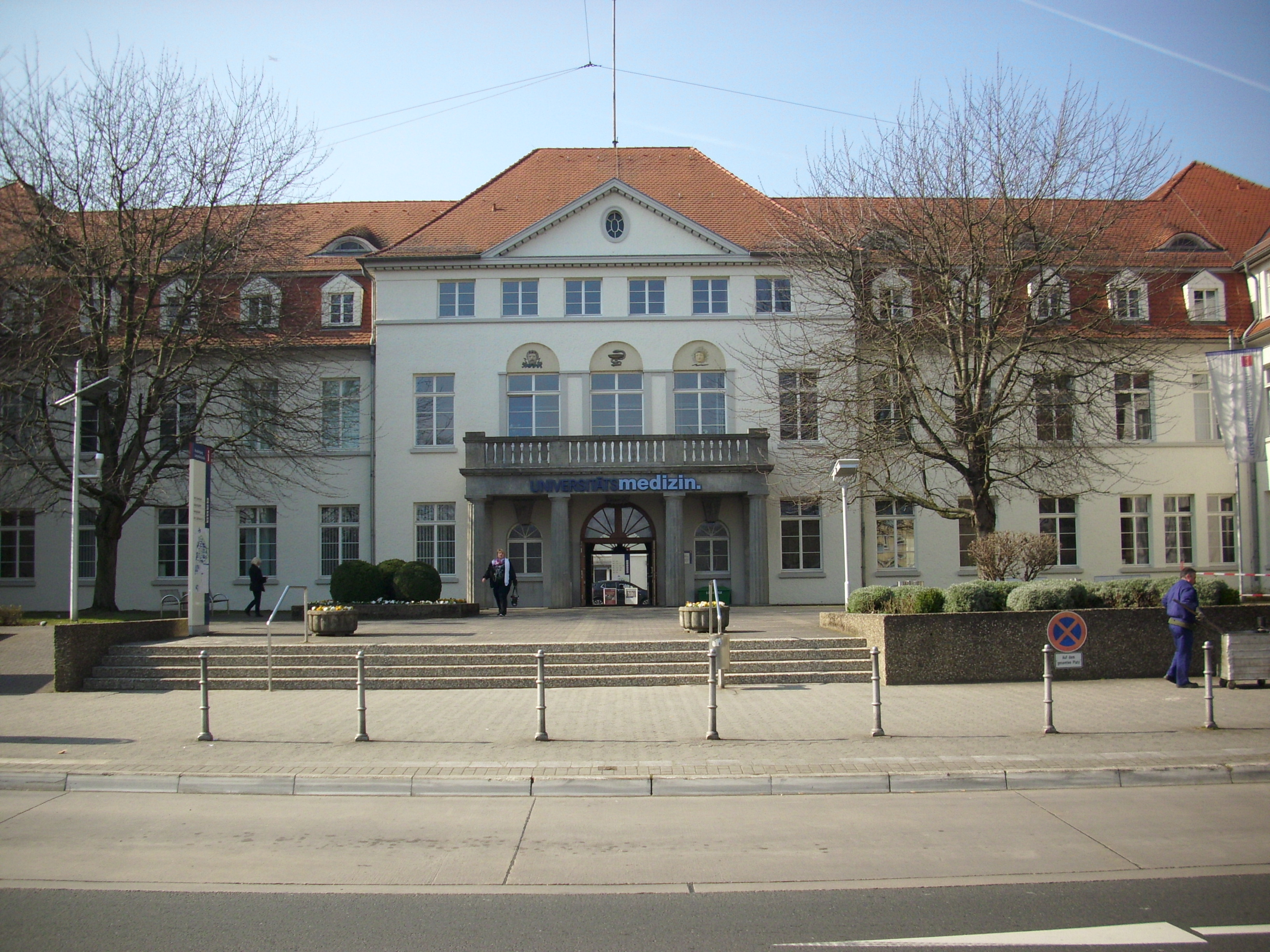
Haupteingang der Mainzer Universitätsmedizin

- Hauptkellertor der ehemaligen Mainzer Aktien Bierbrauerei
- Zitadelle
- Hauptfriedhof Mainz
- Büste Peter Cornelius von Hugo Lederer (1930)
- Botanischer Garten der Universität
- Siedlung am Fichteplatz
- Siedlung an der Kartause
- Die Görzsiedlung des Bau- und Sparvereins Mainz (ein Wohngebiet im Zahlbachtal unterhalb der Universitätsklinik, gegenüber den Römersteinen gelegen). Der Mainzer Kaufmann Adolf Görz (von 1857 bis 1900) hatte der Stadt 300 000 Mark für wohltätige Zwecke gestiftet, die zum Bau dieser Siedlung mit begrünten Innenhöfen (von 1903 bis 1937) verwendet wurden. Die Siedlung gilt als gut erhaltenes Beispiel des genossenschaftlichen Wohnungsbaus in Mainz. Sie besteht aus elf eng stehenden symmetrisch angelegten drei bzw. viergeschossigen Mehrfamilienhäusern in verhaltenem Heimatstil.[2]
- Lutherkirche, 1949 als erste Kirche in Mainz nach dem Zweiten Weltkrieg als sogenannte Notkirche von Otto Bartning erbaut.
- Alice Klinik

## Politik

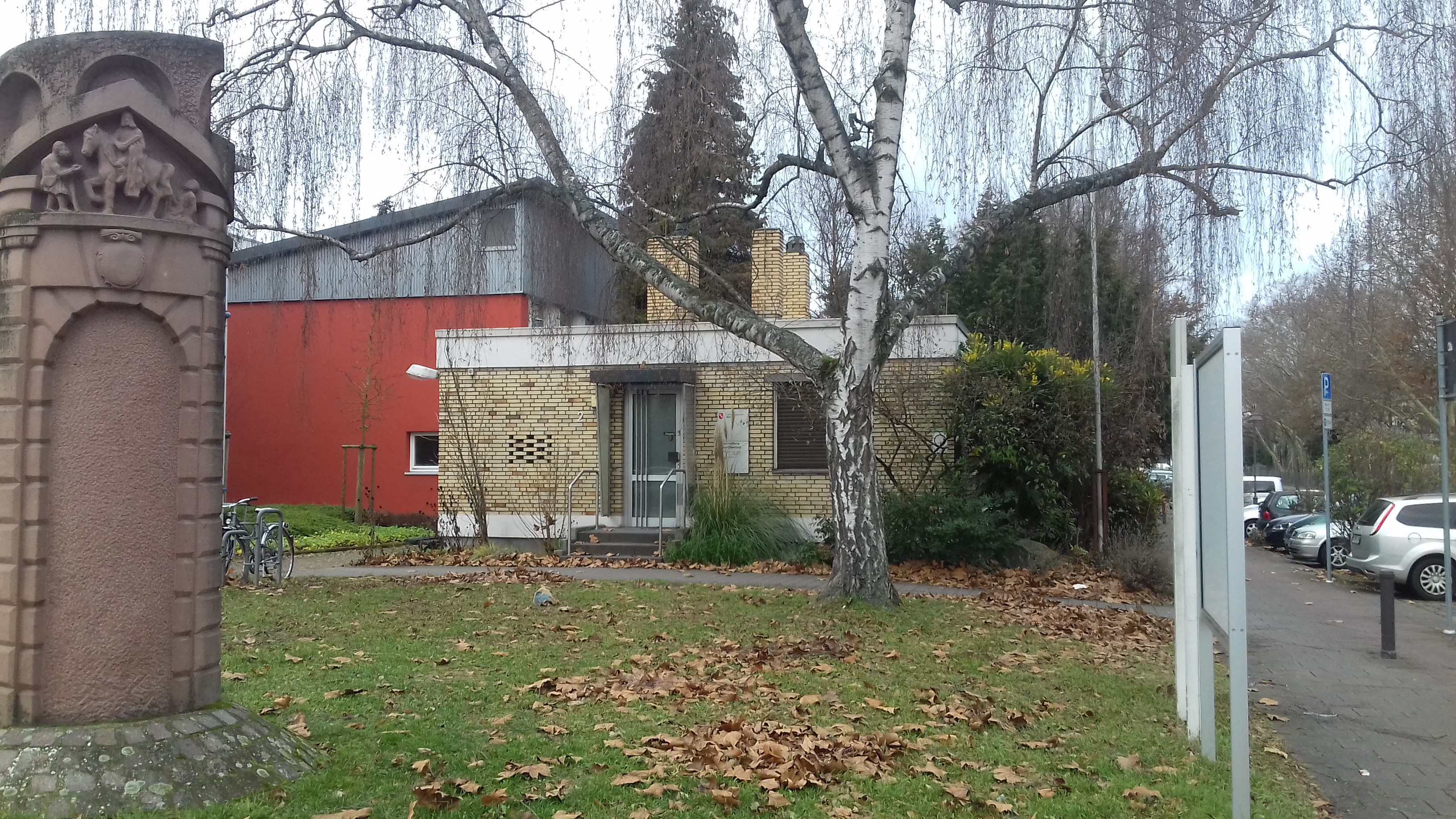
Ortsverwaltung

Der Ortsbeirat von Mainz-Oberstadt besteht aus 13 Mitgliedern. Die Grünen sind seit der Kommunalwahl 2019 mit vier Sitzen stärkste Fraktion. Mit der Kommunalwahl 2024 gelang den Freien Wählern als achte Partei der Einzug in den Ortsbeirat (Details siehe Infobox).
Ortsvorsteher des seit 1989 eigenständigen Stadtteils waren bisher:
- Wilfried Jung (SPD, 1989–2009)
- Ursula Beyer (SPD, 2009–2019)[4]
- Daniel Köbler (Grüne, seit 2019)[5][6]

## Verkehr

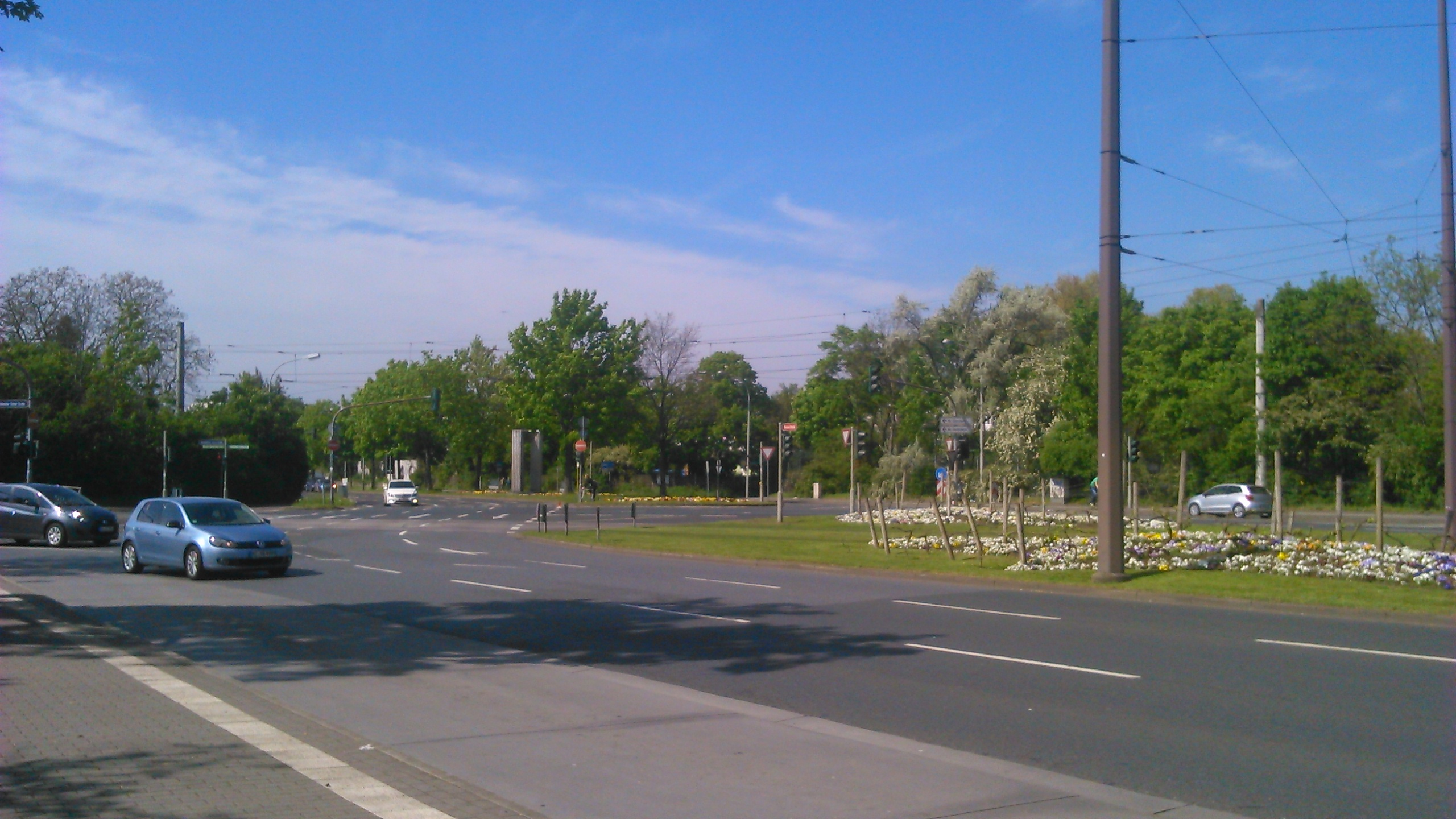
Bundesstraße 40 am Pariser Tor

Durch die Oberstadt führt ein Teil der ehemaligen Bundesstraße 40, über die heute am Autobahnkreuz Mainz-Süd ein Übergang zur A 63 besteht. Eine weitere wichtige Verkehrsader ist die Saarstraße, die teilweise auf dem Gebiet der Mainzer Oberstadt liegt und von Finthen über das Universitätsgelände Richtung Hauptbahnhof führt.
Der Stadtteil ist durch mehrere Bus- und Straßenbahnlinien der Mainzer Mobilität an den öffentlichen Personennahverkehr der Stadt Mainz angeschlossen. Die Innenstadt ist dabei in knapp 10 Minuten erreichbar. Mit vier Buslinien der KRN besteht Anschluss an Gemeinden der Landkreise Mainz-Bingen und Alzey-Worms.